# Brestovene, Razgrad
Brestovene (în bulgară Брестовене) este un sat în comuna Zavet, regiunea Razgrad,  Bulgaria. 

## Demografie
Componența etnică a satului Brestovene
     Bulgari (10,49%)
     Romi (5,88%)
     Turci (73,79%)
     Nicio identificare (9,82%)
La recensământul din 2011, populația satului Brestovene era de 2.687 locuitori. Din punct de vedere etnic, majoritatea locuitorilor (73,79%) erau turci, existând și minorități de bulgari (10,49%) și romi (5,88%). Pentru 9,82% din locuitori nu este cunoscută apartenența etnică.